# Reboco térmico pelo exterior
Reboco Térmico pelo Exterior é um termo técnico usualmente aplicado aos sistemas compostos que se aplicam pelo exterior dos edifícios e que cumprem duas funções essenciais: proteger o edifício contra os elementos garantindo ainda um agradável aspecto estético e fornecer conforto interno à habitação eliminando pontes térmicas. Também é conhecido na Europa pela sigla ETICS (External Thermal Insulation Composite Systems) e, especialmente nos Estados Unidos, EIFS (External Insulation and Finishing System). Na Espanha SATE" (Sistema de Aislamiento Térmico Exterior). Em documentos técnicos também é usual encontrar as definições Isolamento Térmico de Fachadas pelo Exterior e Reboco Delgado Armado sobre Poliestireno Expandido.

## História
Durante os anos 40 do Século XX, surgiu na Suécia um sistema de isolamento térmico de fachadas pelo exterior que era constituído por lã mineral revestida com um reboco de cimento e cal. De acordo com alguns autores, o responsável pelo desenvolvimento dos sistemas de reboco delgado armado sobre poliestireno expandido, teria sido Edwin Horbach. Testou diferentes composições de reboco, diversos produtos de reforço e materiais de isolamento. Após contactos com um fabricante alemão de poliestireno expandido, o seu sistema de isolamento térmico começou a ser usado no final dos anos 50.
A primeira utilização de um sistema de revestimento e isolamento térmico pelo exterior em grande escala foi efectuada na Alemanha nos finais da década de 1950. A aplicação visava impedir que os grãos de açúcar em silos se pegassem sob a acção da condensação. O primeiro uso doméstico, também naquele país, deu-se no início da década seguinte. Desde então e especialmente após a crise do petróleo na década de 70, estes sistemas que poupam energia e regulam o ambiente interno dos edifícios têm sido usados desde a Sibéria à Arábia Saudita. Hoje, na Alemanha onde o sistema mais desenvolvimento sofreu, cerca de 60% das novas construções são equipadas com sistemas de isolamento térmico pelo exterior.

## Descrição do sistema
Basicamente, o sistema é constituído por seis componentes distintos: (1) fixação ao substrato, através de parafusos e/ou de massa adesiva; (2) placas de EPS - Poliestireno Expandido, cuja espessura varia conforme a necessidade de protecção térmica; (3) rede em fibra que confere resistência mecânica ao revestimento e cuja espessura varia conforme o nível pretendido de resistência ao impacto; (4) revestimento base que protege o edifício e impede a infiltração de ar; (5) primário e regulador de fundo e (6) o revestimento final, de grande elasticidade e disponível numa grande variedade de cores e texturas. Há ainda que contar com os acessórios, tais como esquineiros metálicos e perfis de arranque na base do sistema.

## Principais vantagens
A principal vantagem do reboco térmico pelo exterior reside na eliminação de pontes térmicas. Ou seja, fornece um isolamento integral do edifício o que impede o ganho ou a perda de energia através dos elementos estruturais, tal como acontece nos pilares de betão ou nos montantes de metal, o que pode ocorrer na construção em aço leve, ou Light Steel Framing quando o edifício apenas possui isolamento entre perfis e é revestido com um reboco rígido convencional.
No entanto, podem ainda ser alistadas diversas outras vantagens:
- Diminuição do risco de condensações;
- Aumento da inércia térmica interior dos edifícios, dado que a maior parte da massa das paredes se encontra pelo interior da camada de isolamento térmico. Este facto traduz-se na melhoria do conforto térmico de Inverno, por aumento dos ganhos solares úteis, e também de Verão devido à capacidade de regulação da temperatura interior;
- Economia de energia devido à redução das necessidades de aquecimento e de arrefecimento do ambiente interior;
- Diminuição da espessura das paredes exteriores com consequente aumento da área habitável;
- Redução do peso das paredes e das cargas permanentes sobre a estrutura;
- Aumento da protecção conferida ao tosco das paredes face às solicitações dos agentes atmosféricos (choque térmico, água líquida, radiação solar, etc.);
- Diminuição do gradiente de temperaturas a que são sujeitas as camadas interiores das paredes (Figura 3);
- Melhoria da impermeabilidade das paredes;
- Possibilidade de mutação do aspecto das fachadas e colocação em obra sem perturbar os ocupantes dos edifícios, o que torna esta técnica de isolamento particularmente adequada na reabilitação de fachadas degradadas;
- Grande variedade de soluções de acabamento.